# Baphia racemosa
Baphia racemosa är en ärtväxtart som först beskrevs av Ferdinand von Hochstetter, och fick sitt nu gällande namn av John Gilbert Baker. Baphia racemosa ingår i släktet Baphia och familjen ärtväxter. Inga underarter finns listade i Catalogue of Life.

## Bildgalleri

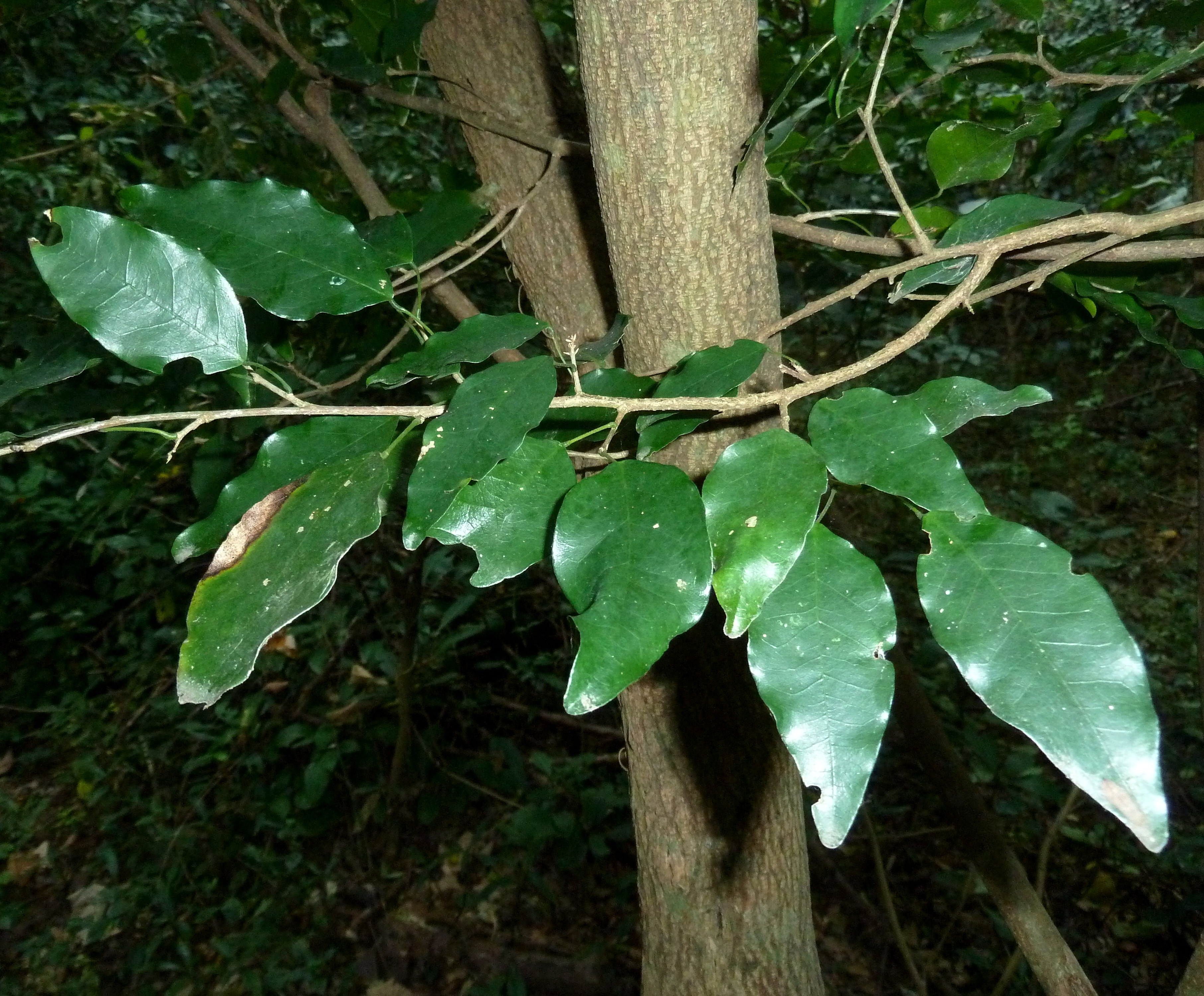
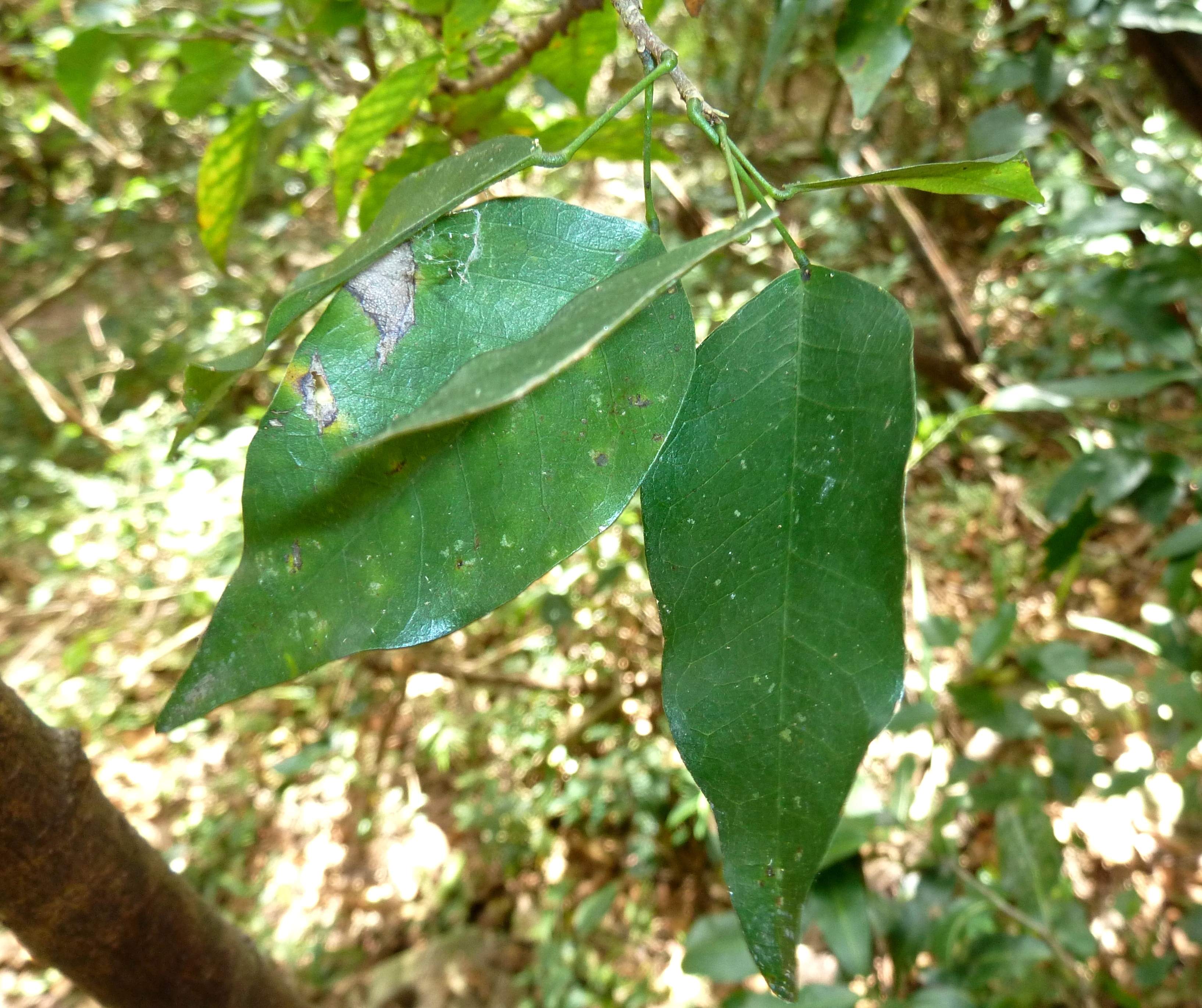
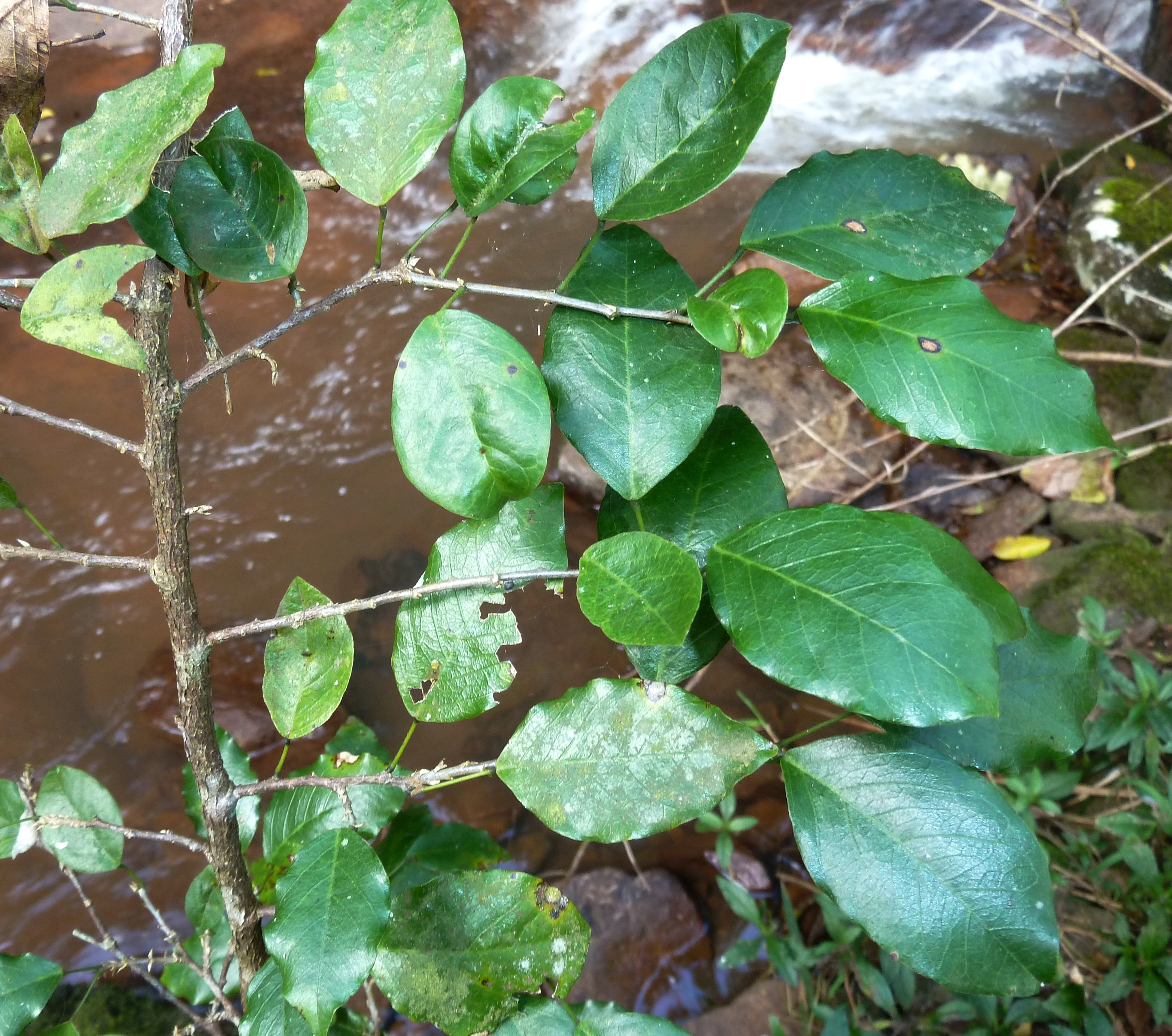
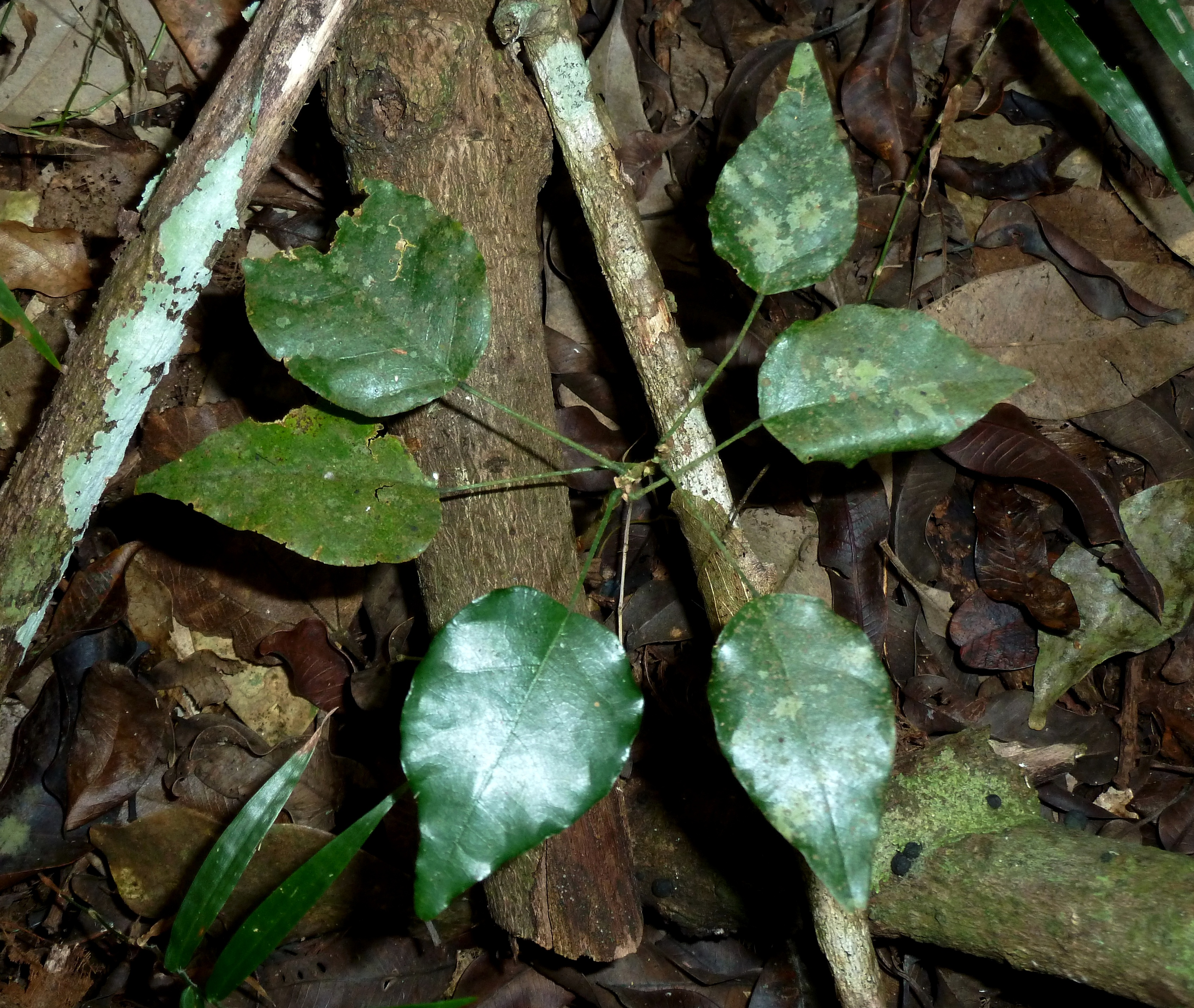